# RealAudio
RealAudio (.ra) és un format de so creat per RealNetworks, famós i conegut per ser un dels més utilitzats en la reproducció en temps -quasi- real, sense la necessitat de descarregar l'arxiu, és el que s'anomena streaming, amb una acceptable qualitat de so (millor que la proporcionada per l'asf).
La reproducció es fa mitjançant "paquets" que el servidor envia a l'usuari. Cada "paquet" d'àudio es reprodueix mentre que es rep un altre que el substitueix en una carpeta temporal. Aquest procés s'anomena Buffering.